# 明斯特河 (錫爾河支流)
47°05′11″N 8°48′40″E / 47.08643°N 8.81099°E

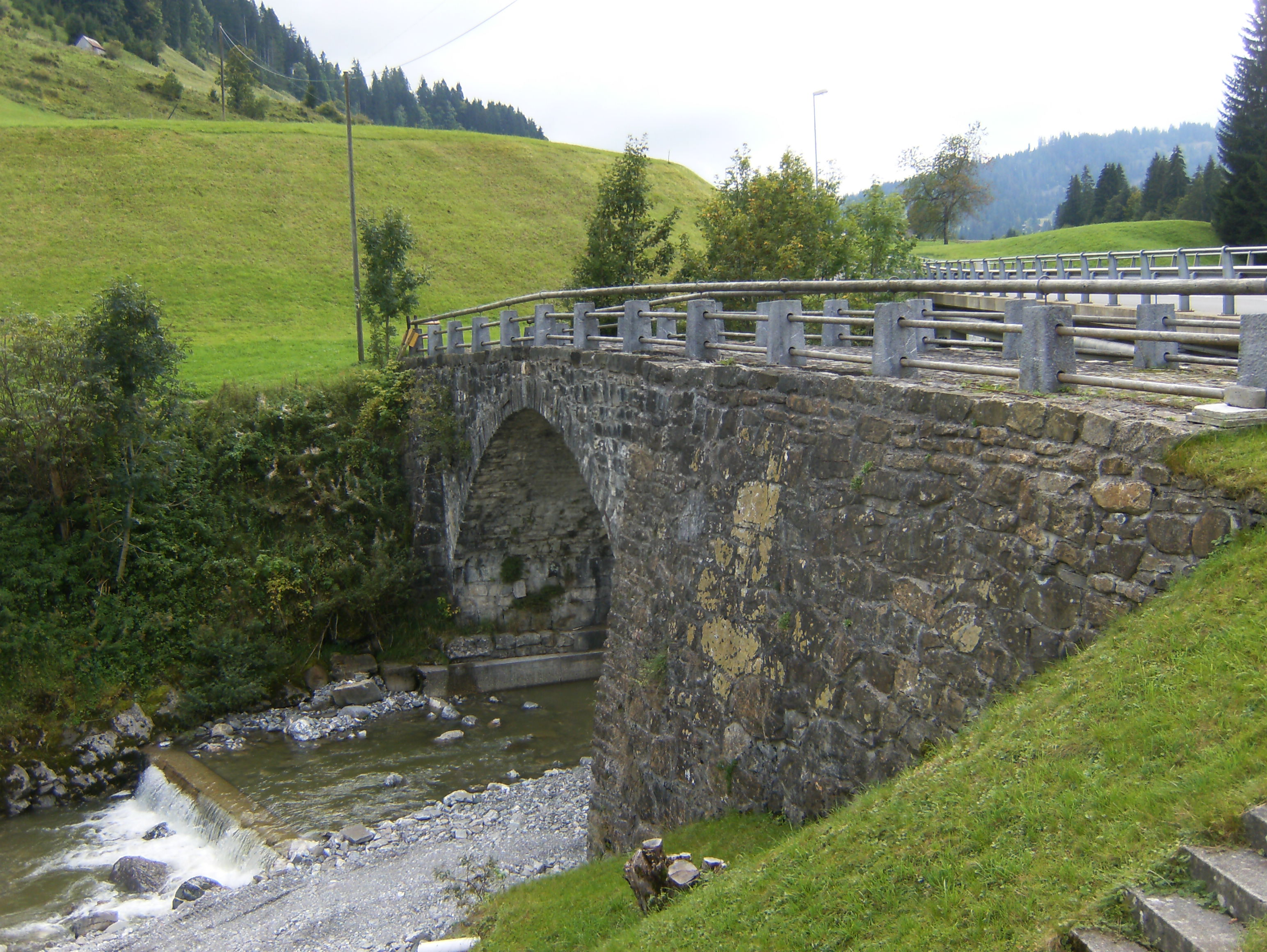

明斯特河是瑞士的河流，位於該國中部，流經施維茨州，屬於錫爾河的支流，河道全長13公里，流域面積62.7平方公里，發源自伊爾高，最終注入錫爾湖。